# Cytogénétique
La cytogénétique est l'étude des phénomènes génétiques au niveau de la cellule, c’est-à-dire au niveau des chromosomes sans la nécessité d'extraire l'ADN : anomalies chromosomiques (de nombre et de structure), recombinaison de chromosomes, etc.
Les techniques utilisées sont principalement la réalisation de caryotype, les méthodes de FISH (Fluorescent In-Situ Hybridation : hybridation in-situ par des sondes fluorescentes), l'utilisation de puce à ADN.

## Historique

### Premières années
Après les premières observations de chromosomes en 1880 par Flemming, la génétique est longtemps restée une science marginale, c'est pourquoi ce n'est qu'en 1956 que le nombre de chromosomes de l'espèce humaine a été correctement établi à 46 par Tjio et Levan, à partir de cultures de tissus, et en ayant eu l'idée d'introduire le choc hypotonique pour améliorer l'étalement des chromosomes. Les techniques utilisées aujourd'hui pour l'établissement du caryotype classique n'ont que peu évolué par rapport à cette période. 
Cytogénétique constitutionnelle: En 1959, a été décrite par Jérôme Lejeune, Marthe Gautier et Raymond Turpin, la première anomalie chromosomique liée à une pathologie, la trisomie 21. Elle a été suivie, la même année, par la description de Jacobs et Strong de la première anomalie des chromosomes sexuels, avec une formule XXY, dans le syndrome de Klinefelter. En 1960, a été établie à Denver la première nomenclature internationale pour la classification des chromosomes, basée sur leur taille et la position de leur centromère. Les causes des syndromes malformatifs chromosomiques les plus fréquentes ont été découvertes très rapidement ensuite: syndrome de Turner, trisomies 13 et 18… 
Cytogénétique acquise: En 1960, a été identifiée aussi, par Nowell et Hungerford, la première anomalie chromosomique dans une affection maligne, donc acquise, le chromosome de Philadelphie, initialement décrit comme un 22 délété, dont Janet Rowley a démontré par la suite qu'il était le résultat d'une translocation t(9;22). Plus de 780 leucémies, et des centaines de tumeurs solides (poumon, prostate, rein, etc.) sont caractérisées par une anomalie chromosomique acquise, dont la valeur pronostique est capitale. La mise en évidence de ces anomalies chromosomiques est à l'origine de la découverte d'un très grand nombre de "gènes du cancer" (ou  oncogènes). Les connaissances de plus en plus approfondies de ces gènes du cancer permet maintenant le développement de thérapies ciblées, ce qui transforme les perspectives de survie des patients. Ainsi, la cytogénétique a eu et a un rôle essentiel dans les progrès concernant le cancer. De grandes bases de données (Atlas of Genetics and Cytogenetics in Oncology and Haematology, COSMIC cancer database, Mitelman Database of Chromosome Aberrations and Gene Fusions in Cancer) permettent aux chercheurs et cliniciens de posséder le corpus nécessaire à leurs travaux dans ce domaine.

### Advent of banding techniques

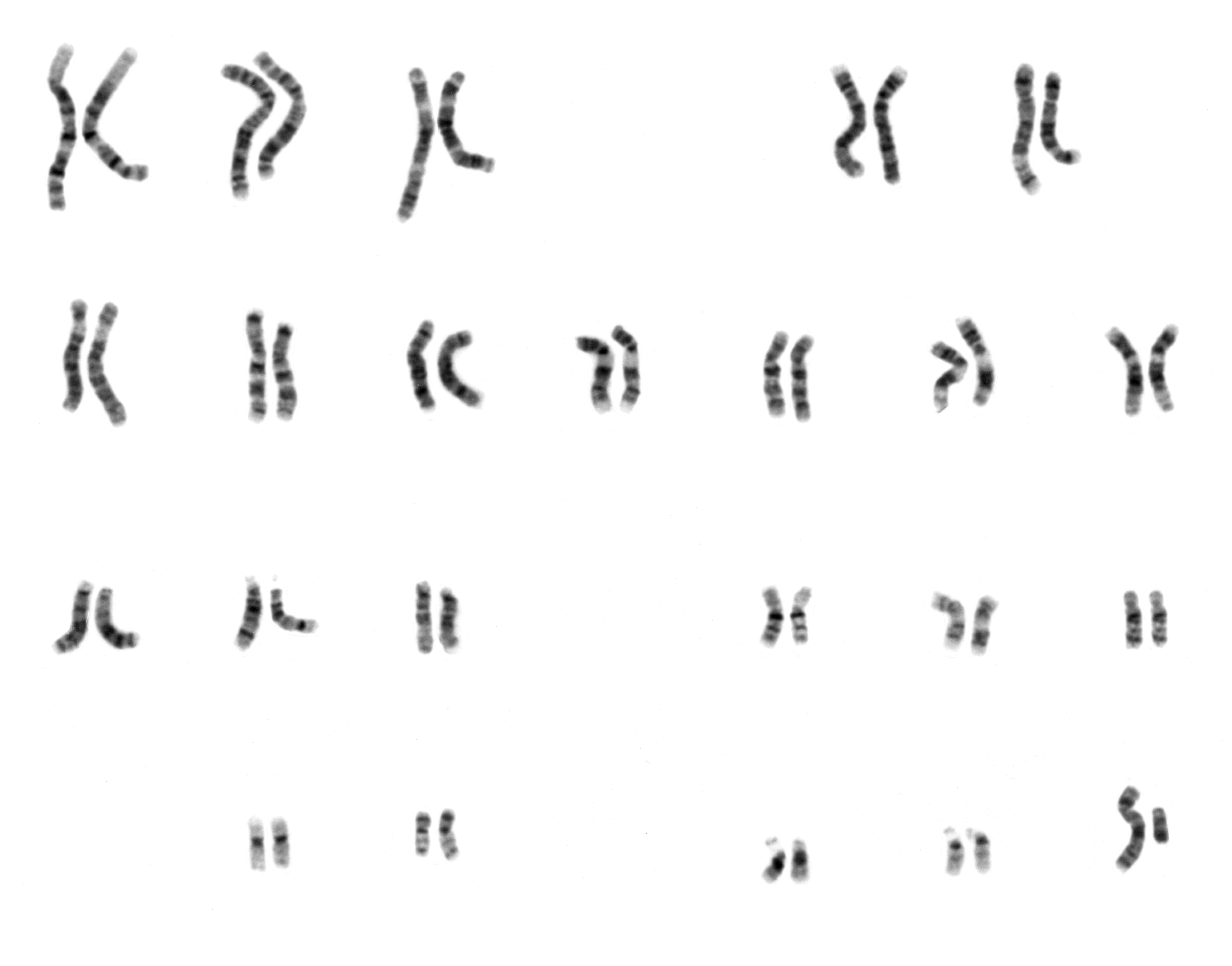
Human male karyotype

## Utilisations
La cytogénétique permet d'évaluer la constitution chromosomique d'un individu, soit la composition en chromosomes des cellules d’un individu. Par exemple, un homme normal est 46,XY, c'est-à-dire qu'il a :
- 46 chromosomes par cellules (23 paires) ;
- dont 2 gonosomes (X et Y); ce sont les deux chromosomes sexuels, et 44 autosomes.

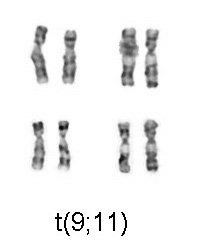
translocation 9;11 associated with AML

## Techniques

### Analyse de routine

#### Analyse
L'analyse des chromosomes par des techniques de cytogénétiques résulte en général d'analyses précédemment réalisées et montrant un risque pour certaines maladies. La première technique de cytogénétique est la réalisation de caryotypes, dont les chromosomes sont le plus souvent colorés avec le colorant G. Est ensuite apparue la FISH (voir ci-dessous), permettant une bien meilleure résolution dans un temps plus court. Enfin, récemment est apparue l'hybridation comparative ou aCGH pour array Comparative Genomic Hybridization.

### Hybridation in situ en fluorescence

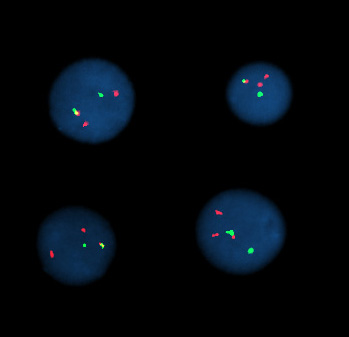
Interphase cells positive for a t(9;22) rearrangement

La technique dite de FISH (Fluorescent In Situ Hybridization) est une technique qui permet de révéler par fluorescence grâce à des sondes d'ADN des séquences sur les chromosomes. Cela permet d'identifier des anomalies chromosomiques lors d'analyses pré- et post-natales.
Chaque analyse ne permet d'identifier qu'une seule anomalie, et c'est une technique ciblée, les sondes utilisées ne sont pas choisies au hasard, mais font suite à de précédentes analyses (de biochimie en général).

### aCGH

#### Préparation des lames

##### Éclatement des cellules sur lame et fixation
Les cellules à étudier subissent un choc hypotonique (dans une solution saline par exemple), qui provoque une entrée d'eau dans la cellule. La cellule ainsi gonflée est fragilisée. On prélève une goutte de solution qu'on laisse tomber sur une lame. Le choc rompt la membrane plasmique des cellules, libérant noyau (pour les cellules en interphase) et chromosomes (pour les cellules en mitose) sur la lame. Ces noyaux et chromosomes sont ensuite fixés sur la lame avec du méthanol (déshydrate et aplati les noyaux) ou du paraformaldéhyde (qui maintient la forme du noyau). Ces produits sont utilisés suivant ce que l'on cherche à observer dans le noyau. Leur utilisation est indifférente pour les chromosomes.

##### Digestion des ARN et des protéines
Une étape importante dans l'obtention de la lame est la digestion par une RNAse (une enzyme qui dégrade les ARN) des ARN libérés lors de l'éclatement de la cellule sur la lame. En effet ces ARN pourraient fixer des sondes marquées pendant l'étape d'hybridation, et donneraient du bruit lors de l'observation au microscope. On peut également faire une dégradation ménagée des protéines pour rendre plus accessible l'ADN génomique à nos sondes et aux anticorps (étape de révélation des sondes). Pour cela on utilise de la protéinase K ou de la Pepsine. Il faut cependant prendre garde à ne pas utiliser ces protéases à des concentrations trop élevées ou  trop longtemps, car cela affecterait la forme des chromosomes qui seraient méconnaissables au microscope.

#### Analyse
Les lames sont lues à l'aide d'un scanner de biopuces comme l'InnoScan 710 ou l'InnoScan 910 de la société Innopsys puis analysées avec des logiciels dédiés afin de faire la corrélation entre la fluorescence acquise et les éventuelles perturbations génétiques.

## Futur de la cytogénétique
- La cytogénétique tend à se développer rapidement ces dernières années, notamment par l'arrivée sur le marché de nouvelles techniques telles que l'hybridation comparative. Ces techniques, plus rapides, plus simples, permettent de détecter un grand nombre d'anomalies génétiques en un seul test.